# Dalila Gosa
Dalila Gosa (Baréin, 27 de junio de 1998) es una atleta bareiní especializada en la prueba de 1500 m, en la que consiguió ser subcampeona mundial juvenil en 2015.

## Carrera deportiva
En el Campeonato Mundial Juvenil de Atletismo de 2015 ganó la medalla de plata en los 1500 metros, llegando a meta en un tiempo de 4:13.35 segundos, tras la etíope Bedatu Hirpa y por delante de la keniana Joyline Cherotich.